# Apium fernandezianum
Apium fernandezianum là một loài thực vật có hoa trong họ Hoa tán. Loài này được Johow mô tả khoa học đầu tiên năm 1896.